# Liste des subdivisions administratives de l'État de New York
L'État de New York aux États-Unis est divisé en 62 régions, 62 cités, 932 villes, 544 villages et 10 réserves indiennes.

## Comtés
L'État de New York est divisé en 62 comtés.

Carte des comtés de l'État de New York.

## Cités
Il existe 62 cités dans l'État de New York. La cité la plus peuplée est celle de New York.

## Villes
Les comtés sont divisés en 932 villes. Ces villes ressemblent aux cantons que l'on retrouve dans d'autres États comme l'Ohio ou l'Indiana.

## Villages
Il existe 544 villages dans l'État de New York.

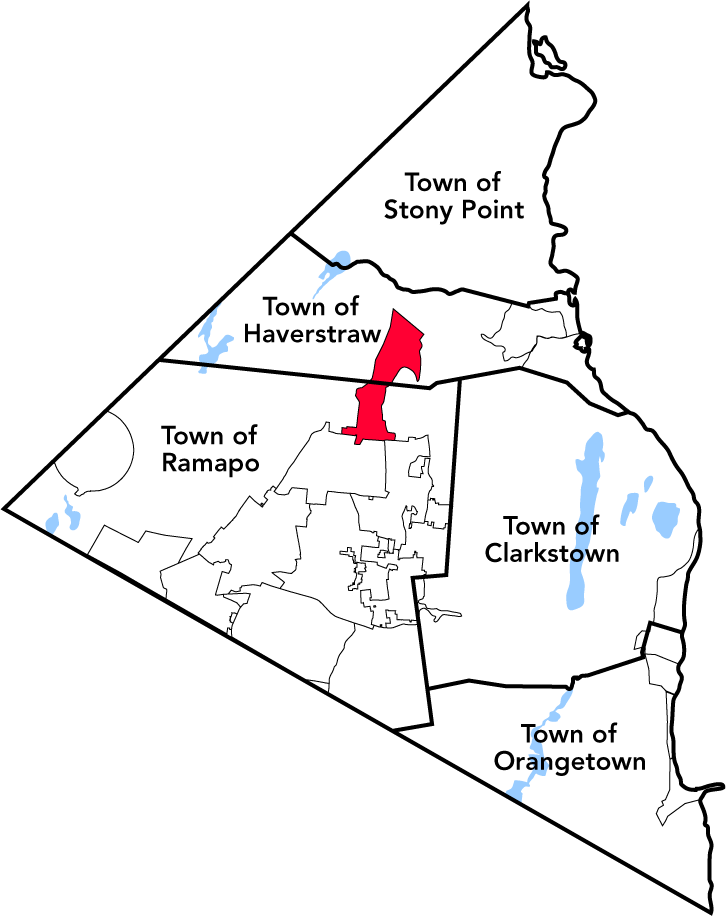
Le village de Pomona (en rouge) appartient à la fois à la commune de Ramapo et à la commune de Haverstraw.